# Huaiquimán y Tolosa
Huaiquimán y Tolosa es una serie de televisión chilena, transmitida por Canal 13. Su primera temporada se estrenó el 27 de julio de 2006 y la segunda temporada el 5 de marzo de 2008, con muy buena sintonía.

## Argumento
La serie narra las historias de Donovan Huaiquimán y Richard Tolosa, dos detectives privados que velan por la seguridad del Barrio Patronato, en la comuna de Recoleta, en la capital de Chile.
Deben pasar por complicados casos para reunir el dinero para pagar sus infinitas deudas en variados lugares. En la serie van surgiendo distintos problemas que están todos comúnmente enlazados. En el transcurso de la serie se conocerán más personajes como: «Penélope Díaz», secretaría de la agencia. «Tolosa» (alias El Conejo), idealista y valiente. «Jervi», en todo lo que es computacional y tecnológico. «Leonora Cienfuegos», exesposa de Donovan Huaiquimán y subprefecto de la Policía de Investigaciones. Estos se movilizan por Patronato gracias a su querido auto denominado «Bólido», un Kia Pride Pop verde.
Cada uno de los personajes dentro de la serie irá lentamente desarrollando su historia propia, con sus anécdotas e inquietudes, ambos tienen algo en común, un impresionante gusto por los «Completos», cada vez que pueden parar a comer uno de esos lo hacen, como de costumbre, nunca pagan dejan anotado, para solo pagar a fin de mes.
De gran éxito en su primera temporada, fue escogida por la revista Rolling Stone como portada del año 2006, además León Errázuriz gana el Premio Altazor por mejor Dirección de serie ficción.[cita requerida]
El alto índice de audiencia obtenido se debe, según fuera comentado por la prensa especializada,[¿quién?] en el dedicado trabajo en las tramas de los guiones, que mezclan un humor particularmente irónico, sumándose acción, suspenso, actuaciones magistrales y una novedosa estructura narrativa tanto en lo visual como en el desarrollo del universo interno (afectivo) de los personajes.

## Capítulos

### Primera temporada
1. (Sin título): Huaiquimán y Tolosa son contratados por un diputado que está tras los pasos de un rati corrupto, pero el diputado sufre un atentado y los investigadores privados deben evitar que lo maten.
2. (Sin título): Una mujer es secuestrada en una tienda de electrodomésticos, y roban objetos de valor. Huaiquimán y Tolosa deben ubicar el lugar donde está ubicado el refugio de los secuestradores.
3. (Sin título): Una madre desesperada contrata a los investigadores privados para que encuentren a su hija, que al mismo tiempo ayuda al Comisario Seisdedos y sus hombres a atrapar con el dueño de un bar, quien trafica drogas.
4. ¿Quién mató a Julián Batares?: Una mujer contrata a Huaiquimán y Tolosa, ya que cree que su marido, Julián Batares, le es infiel. En medio del seguimiento a Julián Batares, este aparece muerto en un motel dejando como principales sospechosos a Huaiquimán y Tolosa.
5. (Sin título): Cuatro autos de último modelo son robados y Huaiquimán y Tolosa deben buscar los autos, pero entre los autos robados se encuentra el "Bólido".
6. (Sin título): Ocurre un asesinato en la carnicería "El Novillo" y el principal sospechoso es Max Soto, un chico con problemas mentales. Huaiquimán y Tolosa deben demostrar la inocencia de Max y atrapar al verdadero asesino.
7. (Sin título): El gerente de un banco y su familia son tomados como rehenes por el "Camaleón" para así robar el banco. Huaiquimán ha vuelto con su amada Leonora Cienfuegos. Tolosa descubre que los tipos relacionados con el robo del banco tienen algo que ver con la muerte de sus padres y junto con Huaiquimán deciden dar con los responsables para ayudar a la Policía.
8. (Sin título): Una mujer que chatea con un tipo que, por MSN, se presenta como "Chayanne" y siempre después de chatear sonaba el timbre con unas rosas; al poco rato aparece un robot similar a R2- D2. Tolosa y Jervi, ya que Huaiquimán sale con Leonora, resuelven el caso de extraterrestres.
9. ¿La mafia rusa?: Huaiquimán y Tolosa son contratados por una gitana que tiene en su casa a un argentino sin memoria. Deben averiguar la vida del argentino y descubren que está siendo perseguido por la mafia rusa. Penélope, la secretaría, es secuestrada por la banda de Carlos Montoya.
10. (Sin título): Huaiquimán y Tolosa deben dar con el paradero de Penélope. Isabel Araya le cuenta a Tolosa que las persiguen por una estampilla que vale mucho dinero. La banda de Montoya secuestra a Isabel, lo que ocasiona la renuncia de Richard a la investigación. Huaiquimán y Jervi van detrás de la banda de Camaleón. Mientras, Tolosa es secuestrado por el Dr. Geisho para obligarlo a luchar.
11. (Sin título): Carlos Montoya sale de prisión y jura matar a Leonora Cienfuegos. Penélope y Jervi se encuentran en una misión secreta. Huaiquimán no logra evitar que un asesino a sueldo dispare contra su amada.
12. (Sin título): Leonora queda en coma, pero el hijo que esperaba de Huaiquimán muere. Huaiquimán y Tolosa deciden hacer justicia con sus propias manos contra el hombre que les arruinó la vida. Pero Montoya le admite a Tolosa ser su verdadero padre, escapando.

### Segunda temporada
1. ¿Infidelidad o narcotráfico?: Huaiquimán y Tolosa son contratados por una mujer muy sexy para que investiguen si su marido le es infiel. Pero descubren que él y otro tipo más trafican droga por todo el país.
2. Falso secuestro: Un matrimonio contrata a Huaiquimán y Tolosa para que den con el paradero de su hija secuestrada frente sus narices. Durante la investigación son malinterpretados por Seisdedos, que los acusa de robo y narcotráfico. El secuestro resulta ser falso hasta que un miembro del grupo decide recibir más del dinero que se prometió. Huaiquimán y Tolosa reciben a una nueva secretaría, Sofía Santos.
3. "Achacadoras" al ataque: Un marido subyugado contrata a Huaiquimán y Tolosa para que busquen su anillo de matrimonio robado. Descubren que los hombres de un amigo de Huaiquimán y una "achacadora" están cometiendo robos continuamente.
4. En las patas de los caballos: Samuel Estévez, un jinete, desaparece. Su amante contrata a Huaiquimán y Tolosa para que den con su paradero, pero descubren que aparece muerto.
5. Rarezas en la contru: Leonora despierta del coma sin recordar a Huaiquimán. En la construcción en la que trabaja un amigo de Huaiquimán comienzan a ocurrir hechos fantasmales. Se quedan una noche y dan con el tipo que destruía la construcción. Descubren que el tipo era un vecino de la construcción que había muerto hace un año tras suicidarse y "penaba" en la construcción.
6. Una visita al circo: El hombre-bala desaparece en medio de un acto. Huaiquimán y Tolosa deben buscar al desaparecido, pero este está relacionado con un robo a un camión. Miembros del circo lo asesinan tras averiguar que él los sorprende.
7. El prestamista: Un prestamista aparece muerto. Un exconvicto contrata a Huaiquimán y Tolosa para demostrar su inocencia. El prestamista habría sido asesinado por un vendedor de una botillería y un miembro del grupo del "Falso secuestro".
8. Vidas cruzadas: Un actor, de curioso parecido con Tolosa, sufre atentados seguidos. Tolosa y el actor deben intercambiar sus personalidades para dar con el que trata de matar al famoso actor.
9. Una acusación injusta: Huaiquimán y Tolosa son contratados para cuidar el dinero para un bingo, pero de repente, la policía los persigue y los acusa de robar el dinero, que realmente tiene el cliente de los investigadores privados.
10. El "Escarabajo": Mujeres vedettas aparecen muertas a orillas del Cerro San Cristóbal con la palabra "Bichos" marcada en el vientre. Huaiquimán y Tolosa deben averiguar quién las asesina, dando con un hombre que se hace llamar "Escarabajo", para esto ponen a Sofía como carnada quien luego recibe malos tratos del psicópata. Sofía y Tolosa comienzan una relación amorosa.
11. La pandilla: Jervi es brutalmente golpeado por unos compañeros de colegio mayores que él. Huaiquimán y Tolosa deben volver a las "aulas" para dar con los jóvenes, que resultan formar parte de una pandilla de violentistas dirigidos por su maestro de artes marciales.
12. Entre la verdad y la muerte: Tolosa y Sofía son secuestados por una banda. Huaiquimán colabora con la policía para dar con una red de narcotráfico más grande del país. Sofía rompe con Tolosa por haberlo descubierto con Youn Ying y Leonora parte al sur. Un boxeador entra a la oficina de Huaiquimán y Tolosa para pedirles ayuda.

## Personajes
- Donovan Huaiquimán (Daniel Muñoz): es un hombre alrededor de 40 años, expolicía de investigaciones (PDI), quien fue expulsado por problemas de alcohol. Formó su propia agencia de Investigadores Privados junto a Richard Tolosa, un aprendiz de detective y ahora ellos solucionan casos que ocurren en el pintoresco barrio comercial de Patronato, comuna de Recoleta (Chile). Huaiquimán, en la primera temporada, se ve afectado por problemas de alcohol, algunas diferencias con su compañero, líos amorosos con su secretaría Penélope Díaz y la reaparición en su vida de su exnovia, la subprefecta Leonora Cienfuegos.

- Richard Tolosa (Benjamín Vicuña): es un joven amante de las artes marciales, fan de Bruce Lee, intrépido y astuto, con serios problemas de asma y pie plano, los cuales nunca le han permitido el ingreso a la Policía de Investigaciones, su gran frustración en la vida. Le gusta la cultura oriental, al no poder ejercer lo que quería en la institución, buscó nuevos horizontes y abrió una agencia privada de investigación con su mejor amigo y compañero Donovan Huaiquimán. Tolosa alias "Conejo" se ve envuelto en numerosos líos al igual que su compañero, y en problemas con su "polola" "Young Yin", una coreana de la cual él está muy enamorado. Conoce luego a Isabel, una amiga de su secretaría Penélope Díaz, que pondrá en duda su amor por su novia coreana. Además, debe investigar todo sobre el asesinato de sus padres, el cual ocurrió cuando él era sólo un niño. En la segunda temporada, Tolosa está entre su amada Young Yin y la nueva secretaría, Sofía Santos. Cuando decide quedarse con ésta, Young Yin lo tienta para que le fuera infiel a su competencia.

- Penélope Díaz (Mariana Loyola): es la secretaría de la agencia encontrada por casualidad, saliendo de un motel. Realmente no se llama Penélope; se cambia el nombre ya que tiene problemas con algunos mafiosos que buscan algo que ella posee. Tiene pequeños líos amorosos con su jefe, Donovan Huaiquimán.

- Young Yin (Tamara Ferreira): es la polola coreana del investigador Richard Tolosa, con quien comienza a tener problemas de pareja producido por el padre de ésta, quien quería que su hija se casará con Sheng-Lo, pero este matrimonio no funciona porque Young Yin admite estar embarazada del investigador chileno.

## Elenco
| Actor             | Personaje            | Características |
| ----------------- | -------------------- | --- |
| Daniel Muñoz      | Donovan Huaiquimán   | Un detective privado tranquilo y paciente, que siempre tiene como resolver los casos que llegan a su agencia. Es "el intelectual" de la pareja de detectives.      |
| Benjamín Vicuña   | Richard Tolosa       | El socio de Huaiquimán. Un joven impulsivo, alegre y optimista que sufre de asma y pie plano. Es el atlético de la pareja y es experto en artes marciales.         |
| María Izquierdo   | Leonora Cienfuegos   | Subprefecto Leonora Cienfuegos. Es la jefa de la Comisaría y novia eterna de Huaiquimán, con quien tiene altos y bajos.                                            |
| Mariana Loyola    | Penélope Díaz        | Una misteriosa mujer que se convierte en la secretaria de Huaiquimán y Tolosa. Tiene un oscuro pasado, que la persigue hasta el presente. Se va de Chile.          |
| Manuela Martelli  | Sofía Santos         | La secretaria de Huaiquimán y Tolosa en la segunda temporada. Hija del mentor de Huaiquimán, quien muere siguiendo a una peligrosa banda. Se enamora de Tolosa.    |
| Luz Jiménez       | Elisa "Yaya" Álvarez | Abuela que crio de Richard Tolosa tras el asesinato de sus padres.                                                                                                 |
| Ariel Mateluna    | Jervi                | El leal asistente de Huaiquimán y Tolosa, que sabe todo sobre la tecnología. En la primera temporada, se enamora de Penélope y en la segunda es pololo de Mariela. |
| Ramón Llao        | Seisdedos            | El Comisario de la PDI, que siempre se lleva el crédito de los casos resueltos por Huaiquimán y Tolosa.                                                            |
| Edinson Díaz      | Jiménez              | Compañero de Seisdedos y un simpático detective, amante del disfraz. Es amigo de Tolosa.                                                                           |
| Catherine Mazoyer | Julia Aguirre        | Una detective que trabaja con Seisdedos y Jiménez y la "chica sexy" de la comisaría. Es amiga de Huaiquimán.                                                       |
| Tamara Ferreira   | Oriana Yun Yin       | Polola coreana de Tolosa, con quien tiene problemas de pareja en todo sentido. Su familia rechaza esta relación..                                                  |

### Otros personajes
- Héctor Noguera - Carlos Montoya. El antagonista principal de la primera temporada. Un peligroso cabecilla de una organización criminal internacional y nacional. Asesinó a los padres de Tolosa y fue perseguido por Huaiquimán durante su período de oficial. Actualmente se encuentra fugado y no se sabe su paradero.
- Gonzalo Valenzuela- Detective Vicente Andrade. Un detective que trabaja en Asuntos Internos, amigo de Sofía y relacionado con la muerte del padre de ella.
- Héctor Morales - Camaleón. Un subordinado de Montoya que es especialista en el disfraz. Fue asesinado por Jervi.
- Lorena Capetillo - Isabel Araya. Hermana de uno de los amigos de Penélope, que es perseguida por la banda de Montoya. Se enamora de Tolosa. Se va con Penélope.
- María de los Ángeles García- Mariela. Polola de Jervi en la segunda temporada, que tiene sus mismas habilidades con la tecnología.

## Equipo realizador
- León Errázuriz - Idea original.
- Matías Ovalle Z - Idea original.
- León Errázuriz - Director
- Matías Ovalle - Productor Ejecutivo
- Sebastián Freund - Productor Ejecutivo
- Ricardo Fernández de Rota - Productor Ejecutivo
- Canal 13 - Empresa productora
- Cine Cien - Empresa productora primera temporada
- Cine FX - Empresa productora
- Canal 13 - Empresa exhibidora de TV
- Matías Cornejo Bunger - Jefe de Guion
- Carlos Bleycher- Guionista
- Dauno Totoro - Guionista
- Rodrigo Herrera - Asistente de Dirección
- Cristián Heyne - Productor Musical